# Хімічна зброя Росії

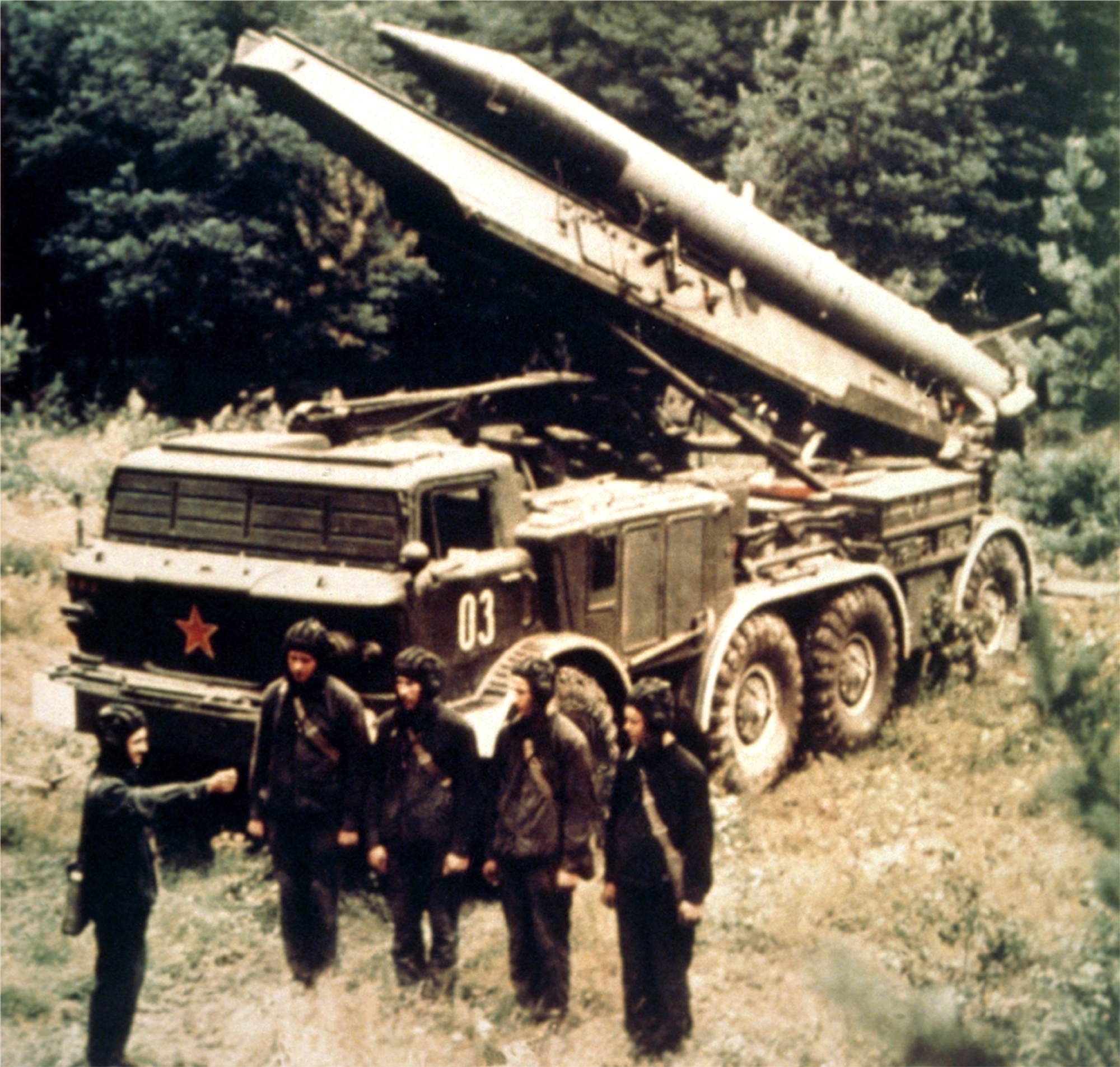
Спектр засобів доставки бойових отруйних речовин (БОР) охоплює різні види озброєння від ручних гранат до тактичних ракет. На світлині — ТРК «Луна-М», з якого передбачалося застосування ракет 9М21Г з хімічною бойовою частиною, заправленою V-газом.

Хімічна зброя — різновид зброї масового ураження, вражаючі фактори якого засновані на токсичному впливі бойових отруйних речовин. У Росії хімічна зброя надійшла до військ у роки Першої світової війни, роботи з її дослідження продовжилися і після Жовтневого перевороту. Протягом другої половини XX століття в СРСР було накопичено найбільший арсенал бойових отруйних речовин у світі, а в 1990-х роках почалося його планомірне знищення.
Російська Федерація — учасник Конвенції про заборону хімічної зброї з 1997 року. 27 вересня 2017 року Росія повідомила про повну ліквідацію своїх запасів хімічної зброї, і менш ніж за рік, в березні 2018 року російські військові застосували бойову отруйну речовину нервово-паралітичної дії «Новичок» для замаху на життя громадянина Великої Британії.
Прессекретарка Білого дому Джен Псакі 9 березня 2022 року заявила, що Росія може застосувати хімічну зброю в Україні або створити операцію «фальшивий прапор», звинувативши в цьому Україну.

## Російська імперія
Спроби початку робіт з промислового виробництва хімічної зброї належать до другої половини 1915 року. Поштовх до розвитку хімічної зброї у Російській імперії здійснила атака німців наприкінці січня 1915 року, під час якої було застосовано хімічну зброю. Ефект її застосування змінив вітер, який повернув хмару на німецьку сторону. Російські війська контратакували.
2 червня 1915 року Начальник Генштабу Російської імперії генерал Микола Янушкевич звернувся до військового міністра Володимира Сухомлинова про необхідність постачання армій Північно-Західного та Південно-Західного фронтів хімічною зброєю. Цьому передувала масована хімічна атака німців, розпочата 31 травня у смузі оборони 9-ї імперської армії. Однак у Росії була відсутня необхідна виробнича та наукова база для виробництва отруйних речовин у необхідних масштабах. Лише у серпні 1915 року почалося будівництво нових хімічних заводів в Іваново-Вознесенську, Москві та Казані.
До весни 1916 року в Російській імперії було вироблено для потреб армії близько 150 тисяч хімічних снарядів, і навіть придбано у Великій Британії невелику партію рідкого хлору. За весь 1916 рік російські заводи виробили:
- рідкого хлору — 2500 тонн;
- фосгену — 117 тонн;
- хлорпікрину — 516 тонн;
- ціанистих сполук — 180 тонн;
- сульфурілхлориду — 340 тонн;
- хлорного олова — 135 тонн.

Статутні документи щодо застосування хімічної зброї з'явилися також у 1916 році. Зокрема, у січні Головне артилерійське управління випустило «Вказівки для застосування 3-х дюймових хімічних снарядів у бою», а в березні Генштаб склав «Інструкцію щодо застосування отруйних речовин у хвильовому випуску». Вперше російські війська застосували хімічну зброю 21 березня 1916 року під час артпідготовки до настання 25-ї піхотної дивізії генерала Балуєва. Артобстріл був малоефективним через недостатню масованість, а газобалонна атака, намічена того ж дня, не відбулася через несприятливі погодні умови.
15 квітня 1916 року Генштабом затверджено найповнішу «Інструкцію для бойового застосування хімічних засобів». Перша хімічна (газобалона) атака відбулася вночі 19 липня на ділянці наступу 10-ї армії, що закінчилася нічим. Перший успішний газопуск був проведений вночі 6 вересня на ділянці наступу 2-ї піхотної дивізії біля Сморгоня. До кінця 1916 року склалася тенденція до перенесення центру тяжкості хімічної боротьби від газобалонних атак до стрільби артилерії хімічними снарядами. До 1917 року від тактики газопусків вирішено було відмовитися на користь застосування артилерійських снарядів задушливого (хлорпікрін) та отруйного (фосген, синильна кислота) характеру. Застосовувалися снаряди калібру 76, 152 та 155 мм.

## СРСР
Колишній Радянський Союз став першою державою, яка застосувала хімічну зброю проти власних громадян. Під час придушення Тамбовського повстання влітку 1921 року Михайло Тухачевський видав наказ № 0116 від 12 червня 1921 року на застосування хімічної зброї — балонів та артснарядів з хлором проти селян. Місцева комуністична преса схвально висвітлювала це рішення та закликала «душити партизан газом».
22 серпня 1925 року для об'єднання науково-дослідної роботи в галузі військово-хімічної оборони, наукового та технічного контролю за виробництвом предметів військово-хімічного постачання, забезпечення військ усіма видами військово-хімічного забезпечення було створено Військово-хімічне управління Червоної армії. Головним інститутом хімічної промисловості у розробці хімічної зброї був Московський Державний Союзний НДІ органічної хімії та технології. Розробкою та випробуванням хімічної зброї займалися у Московському Науково-випробувальному хімічному інституті РСЧА.

## Російська Федерація

### Фасад
У 1990-х роках запаси хімічної зброї в Росії вважалися одними з найбільших у світі — 39 967 тонн (у США — 31 500 тонн). Основна частина хімічної зброї була представлена такими отруйними речовинами, як люїзит, іприт, суміш люїзиту — іприту (HL), зарин, зоман, VX (речовина 33).
Хімічна зброя Росії зберігалася і знищувалося в таких населених пунктах:
- с. Покровка Безенчуцького району Самарської області (м. Чапаєвськ-11), завод зі знищення змонтований військовими будівельниками одним з перших, 1989 р., але досі законсервований);
- сел. Горний (Саратовська область) (завершив переробку у 2008);
- м. Камбарка (Удмуртська Республіка) (завершив переробку у 2009 р.);
- сел. Кізнер (Удмуртська Республіка) (введений в експлуатацію в 2013[12], завершив переробку в 2017 р.);
- м. Щуче (Курганська область) (завод введений в експлуатацію в 2009 році, завершив переробку в 2015 р.[13]);
- сел. Марадикове (об'єкт «Марадиківський») (Кіровської області) (введений в експлуатацію в 2006 р., завершив переробку в 2015 р.[14]);
- с. Леонідівка (Пензенська область) (введений в експлуатацію у 2008 році, завершив переробку у 2015 р.[15]);
- м. Почеп (Брянська область) (введений в експлуатацію у 2010 році, завершив переробку у 2015 р.[16]).

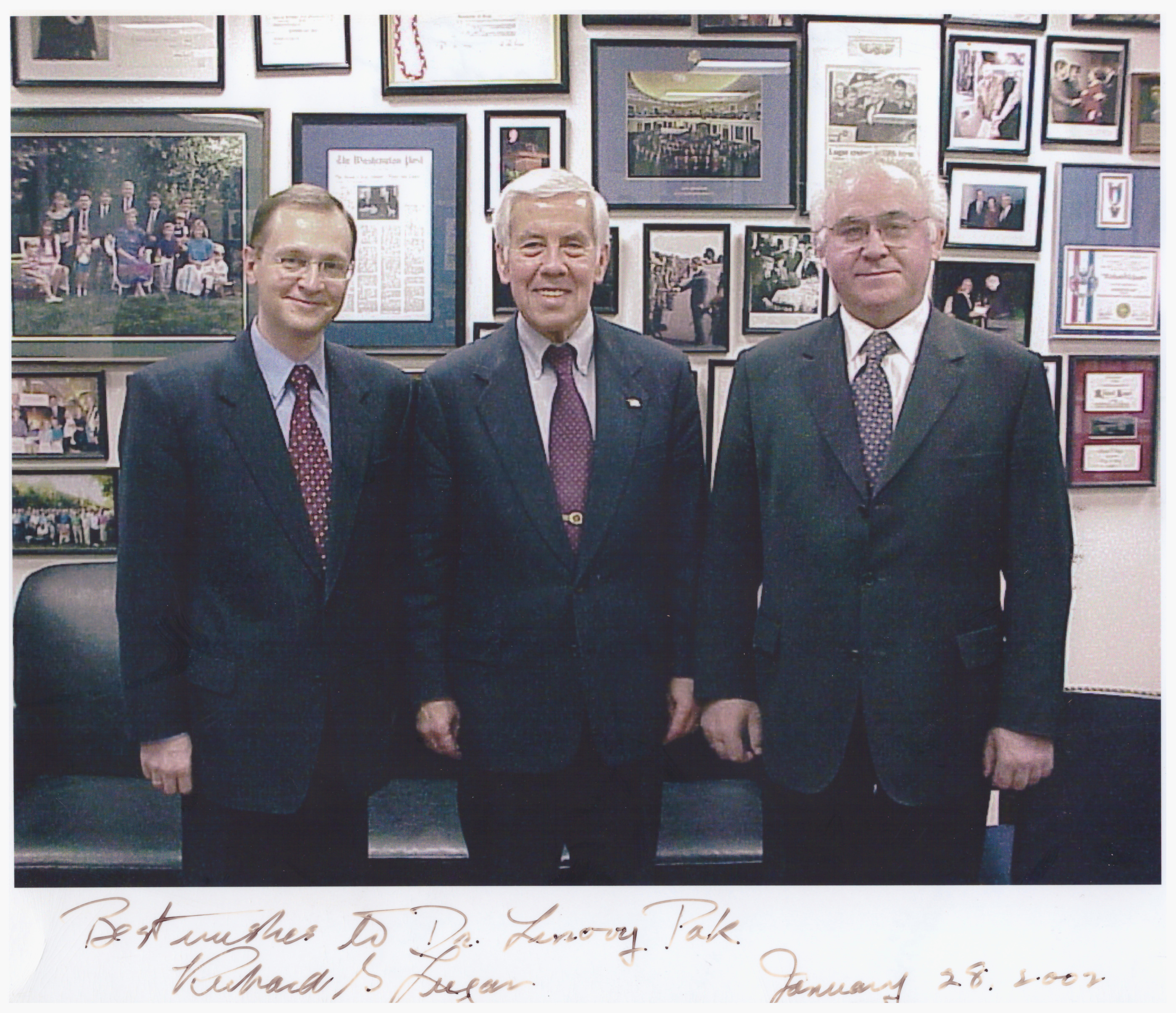
С. В. Кирієнко, сенатор Лугар та З. П. Пак

Основний внесок у здійснення програми хімічного роззброєння в РФ зробив генеральний директор Росбоєприпасів Зіновій Пак, якому вдалося вирішити низку найбільших проблем, що мають історичне значення для Російської держави. Під його керівництвом було розроблено нову програму хімічного роззброєння РФ, створено державну систему управління хімрозброєю, побудовано перші повномасштабні заводи зі знищення хімічної зброї. На пропозицію Зіновія Пака Президент РФ В. В. Путін передав до Росбоєприпасів усі арсенали із запасами хімічної зброї з Міністерства оборони РФ. Також у підпорядкування Зіновію Паку було передано великі військові формування для безпечного зберігання та знищення хімічної зброї (близько 10000 осіб).
Особлива заслуга Зіновія Пака полягає в тому, що йому єдиному з усіх керівників Державної програми хімічного роззброєння вдалося переконати країни, які є учасниками Конвенції з заборони хімічної зброї, у здатності Російської Федерації виконати свої зобов'язання щодо Конвенції з заборони хімічної зброї, результатом чого було виділення донор. Росії, яка становила сотні мільйонів доларів США та дозволила здійснити запуск хімічного роззброєння в РФ.
У ході виконання міжнародної Конвенції із заборони хімічної зброї станом на 2009 рік було ліквідовано 18 000 тонн.
Станом на 1 вересня 2010 року в Росії знищено 19 336 тонн або 48,4 % наявних запасів.
Станом на 25 листопада 2012 року знищено 70 % оголошених Росією запасів хімічної зброї.
16 червня 2013 року завершився термін дії програми Нанна-Лугара (Програма спільного зменшення загрози), в рамках яких США фінансувало частину робіт зі знищення хімічної зброї.
Станом на серпень 2013 року знищено 76 % . До квітня 2014 року знищено 78 % запасів хімізброї, до кінця 2014 року — 84,5 %, до 13 липня 2015 року — 90 %, до 26 червня 2017 року — 98,9 %.
27 вересня 2017 року РФ офіційно повністю знищила всю свою хімічну зброю.

### За фасадом
Попри офіційний курс на знищення хімічної зброї росія зберегла таємні програми по її дослідженню, виробництву, та застосуванню. Як зазначив міністр закордонних справ Великої Британії Борис Джонсон 18 березня 2018 року Велика Британія має дані розвідки, згідно з якими
…протягом попередніх 10 років Росія не лише досліджувала можливість використання отруйних речовин нервово-паралітичної дії для вбивств, а й виробляла та накопичувала «Новичок».
Зокрема, в СРСР а згодом в росії існувала таємна програма «Фолиант», існують підстави вважати, що із використанням похідної від цієї програми (речовини А-232) 4 серпня 1995 року в Москві був убитий російський підприємець Іван Ківеліді. Унаслідок отруєння загинула його секретарка та паталогоанатом, що проводив розтин тіла. Слідчим вдалося простежити джерело походження отрути: ним виявилася лабораторія в закритому місті Шихани. Співробітник лабораторії, який і синтезував отруту, був засуджений за перевищення повноважень — отримав один рік ув'язнення умовно.
В жовтні 2002 року сталась трагедія Норд-Осту внаслідок якої стало зрозуміло, що в Росії тривають розробки та виробництво хімічної зброї на основі отруйної речовини психохімічної дії — інкапаситанту фентанілу та його похідних.
28 квітня 2015 року був отруєний болгарський бізнесмен, виробник зброї Емільян Гебрев. Розкрити справу по гарячих слідах не вдалось і згодом її було закрито. Однак в 2019 році розслідування було повторно відкрито та оголошено підозри трьом офіцерам ГРУ: Денису Сергеєву, Сергію Лютенку та Єгору Гордієнку. Їх було оголошено в розшук Інтерпол. Слідчим не вдалось достеменно встановити отруту. Хоча є всі підстави вважати, що це була речовина з сімейства «Новичок». В лютому 2019 року Британський уряд погодився допомогти Болгарським слідчим здійснити повторні аналізи з метою вивчення їх на наявність «Новичка».
В березні 2018 року у Великій Британії було здійснено замах на життя громадянина Великої Британії із застосуванням отруйної речовини «Новичок».
В лютому 2019 року «Новичок» було офіційно внесено до списку заборонених отруйних речовин (список № 1 до Конвенції про хімічну зброю). «Новичок» став першою речовиною доданою до списку № 1 з 1997 року, коли Конвенцію було прийнято.
В серпні 2020 року тією ж отруйною речовиною був отруєний російський опозиціонер Олексій Навальний.
За інформацією прессекретарки Білого дому Джен Псакі, озвученої 9 березня 2022 року, існує «тривалий і добре задокументований досвід використання хімічної зброї» Росії, а також її модель «звинувачення Заходу в тих самих порушеннях, які здійснює сама Росія». Ще до російського вторгнення в Україну наприкінці лютого 2022 року про можливість атак із використанням хімічної зброї попереджував держсекретар США Ентоні Блінкен.
9 березня 2022 року Міністерство оборони Росії заявило про провокацію з використанням отруйних речовин, що нібито готується українською стороною «для звинувачення Росії у застосуванні хімічної зброї». За словами представника міноборони Росії Ігоря Конашенкова, вночі 9 березня до Золочова, на північний захід від Харкова, нібито, було завезено близько 80 тонн аміаку, при цьому місцевих жителів навчали, як правильно діяти при хімічній атаці. Конашенков заявляє, що це може свідчити про підготовку провокації.
Росія може застосувати хімічну зброю в Україні або створити операцію «фальшивий прапор», звинувативши в цьому Україну, — повідомила 9 березня 2022 року прессекретарка Білого дому Джен Псакі. Вона вважає неправдивими заяви РФ про те, що США ніби то розробляють хімічну зброю в Україні.
У свою чергу The Guardian, посилаючись на свої джерела в британському уряді, зазначила, що офіційний Лондон побоюється, що Росія може сфабрикувати привід для застосування хімічної зброї у війні з Україною, оскільки план окупувати країну та захопити Київ за кілька днів повністю провалився.

### Конвенція про заборону хімічної зброї
На думку Сполучених Штатів російська федерація станом на 2024 рік не дотримувалась умов Конвенції про заборону хімічної зброї. Окрім застосування засобів боротьби з масовими заворушеннями (сльозогінних боєприпасів) у бойових діях проти українських військових, на думку США Росія зберегла таємну програму з дослідження та виробництва хімічної зброї, яка не була повністю задекларована згідно вимог Конвенції. Випробування на хімічному полігоні «Шихани» не були припинені. Беззаперечним доказом порушення Конвенції може служити, на думку США, використання «Новічка» для замахів на вбивство.
За даними Сполучених Штатів, всупереч вимогам Конвенції російські військові надавали допомогу режиму Ассада в організації та виконанні хімічної атаки на Думу — російські військово-космічні сили разом з повітряними силами Ассада закрили повітряний простір над містом під час атак.
Занепокоєння американських чиновників викликали подальші дослідження із мілітаризації лікарських засобів, як це сталось під час штурму театру на Дубровці з використанням отруйних речовин психохімічної дії на основі похідних від лікарського анестетика фентанілу.
Аби спонукати російську владу повернутись до повного виконання умов Конвенції на низку організацій та підприємств були накладені санкції.

## Бойове застосування

### Російсько-чеченський конфлікт
Російські військові використовували сльозогінні боєприпаси під час Першої та Другої російсько-чеченських воєн як засіб ведення війни та як додатковий інструмент тортур в'язнів у фільтраційних таборах.
Також були використані димові боєприпаси на основі білого фосфору як хімічні боєприпаси задушливої дії, оскільки дим від його згоряння високотоксичний і в замкненому просторі має властивості отруйної речовини задушливої дії.
Принаймні один випадок використання сльозогінних боєприпасів під час битви за Грозний в 2000 році був згаданий в Європейському суді з прав людини у справі «Гончарук проти Росії».
Активістами правозахисного центру «Меморіал» було зафіксовано свідчення застосування невстановленої отруйної речовини нервово-паралітичної дії в липні 2000 року в районі села Старі Атаги.

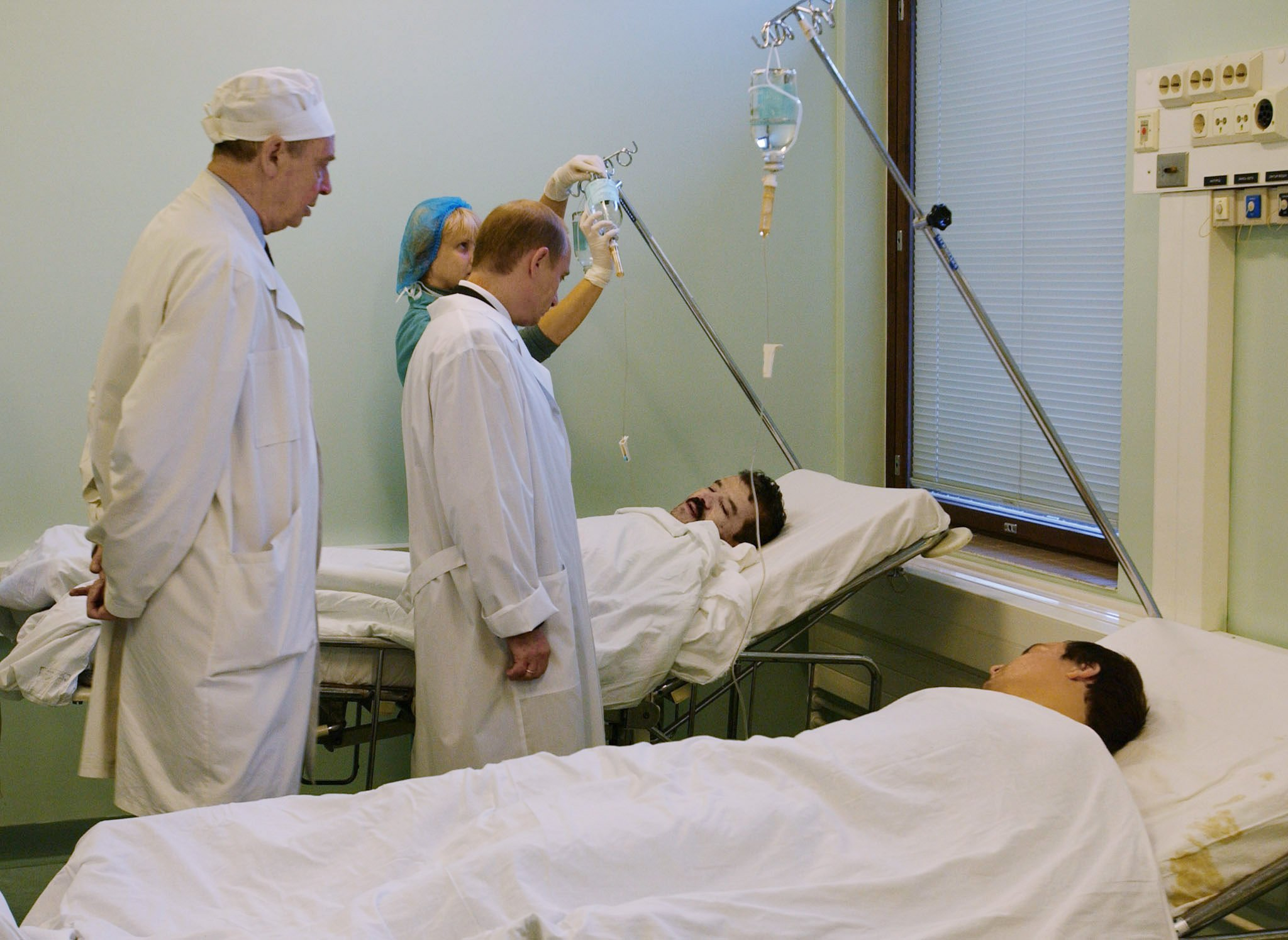
Президент російської федерації Володимир Путін відвідує жертв отруєння в театрі на Дубровці таємною хімічною зброєю, 26 жовтня 2002 року

В жовтні 2002 року сталась трагедія Норд-Осту коли група чеченських бойовиків захопила театр з 900 заручниками в Москві. Російські підрозділи спец призначення, під час операції зі звільнення заручників, застосували отруйну речовину психохімічної дії — інкапаситант на основі фентанілу. Внаслідок важких наслідків отруєння хімікатом російські спецпризначенці вбили 125 заручників, в той час як чеченські бойовики — п'ять. Певна кількість заручників померли через ускладнення, викликані отруєнням, протягом наступних кількох років.
Попри вимоги Конвенції російський уряд попередньо не декларував наявність програми з розробки та виготовлення хімічних озброєнь на основі використаної речовини, рецептура та точна формула залишилась в таємниці й після того, як її існування стало широко відомим внаслідок використання у цій операції. Навіть якщо припустити, що російський уряд вважав дану речовину такою, що підпадає під визначення «засобів боротьби з масовими заворушеннями», її слід було задекларувати згідно умов Конвенції.
Повідомлення про застосування російськими спецпризначенцями схожої отруйної речовини з'явились під час операції зі звільнення двох заручниць 13 жовтня 2005 року в Нальчику. Однак, незалежного підтвердження отримано не було.
На тлі цих повідомлень жодна держава-член ОЗХЗ формально не піднімала питання наявності в Росії програми з розробки та виробництва хімічних озброєнь. Лише в 2012 році була надрукована наукова стаття британських дослідників (на основі дослідження, профінансованого Британським міністерством оборони) як зазначали, що на основі аналізу відкритих публікацій, вони знайшли ознаки зацікавленості російських дослідників у фентанилі, його синтезі, механізмі дії, способах бойового застосування.
Дослідники не змогли дійти єдиної точки зору, і чи насправді даний епізод опинився в «сірій зоні» недостатньо чітких умов Конвенції, та чи використання отруйних речовин було виправданим кроком з огляду на ситуацію. Відкритим залишилось і питання чи є цей випадок звичайним тероризмом, чи частиною ширшої війни, який підпадає під відповідні обмеження Конвенції. Та в 2018 році Наукова Рада при Організації із заборони хімічної зброї (ОЗХЗ) прибрала фентаніл та його похідні зі списку засобів боротьби з масовими заворушеннями, а у 2021 році ОЗХЗ визнала фентаніл та його похідні у формі аерозолів хімічною зброєю, неприйнятною для застосування у правоохоронній діяльності.

### Російсько-українська війна
Застосування хімічних засобів боротьби зі заворушеннями (зокрема, речовин подразнювальної дії) «як засіб ведення війни» заборонено Конвенцією про хімічну зброю (стаття 1, пункт 5) та Женевським протоколом 1925 року.
Відомі випадки застосування гранат К-51 з речовиною сльозогінної дії російськими терористами під час боїв за термінали Донецького аеропорту в 2015 році. Тоді було неодноразово помічено застосування російськими бойовиками сльозогінного отруйної речовини проти українських захисників.
Гранати К-51 були застосовані іще раз 24 вересня 2022 року.
22 грудня 2023 року 810-та окрема бригада морської піхоти Чорноморського флоту РФ підтвердила, що навмисно використовує хімічну зброю проти ЗСУ — оприлюднили публікацію та відео «скидання гранат К-51 з безпілотників» на українські позиції.
14 грудня 2023 року виявлено застосування нового типу спеціальних газових гранат РГ-Во (виготовлених в 2023 році) з вмістом отруйної речовини подразнювальної дії хлорацетофенон (речовина CN)(за іншими даними граната споряджена речовиною CS).
Наприкінці грудня 2023 року сили оборони України зафіксували 465 фактів застосування російською федерацією боєприпасів, які споряджені отруйними хімічними речовинами. За грудень 2023 року (до 27 грудня) було зафіксовано 81 такий випадок. При тому, лише за 19 грудня 2023 року було зафіксовано 8 атак із застосуванням отруйних речовин.
На середину січня 2024 року сили оборони України зафіксували за час повномасштабного вторгнення 626 фактів застосування РФ боєприпасів, які споряджені отруйними хімічними речовинами, і повідомили, що динаміка застосування зростає.
1 травня 2024 року Державний департамент США звинуватив Росію у застосуванні хімічної зброї проти українських військ, а також оголосив про нові санкції проти неї.

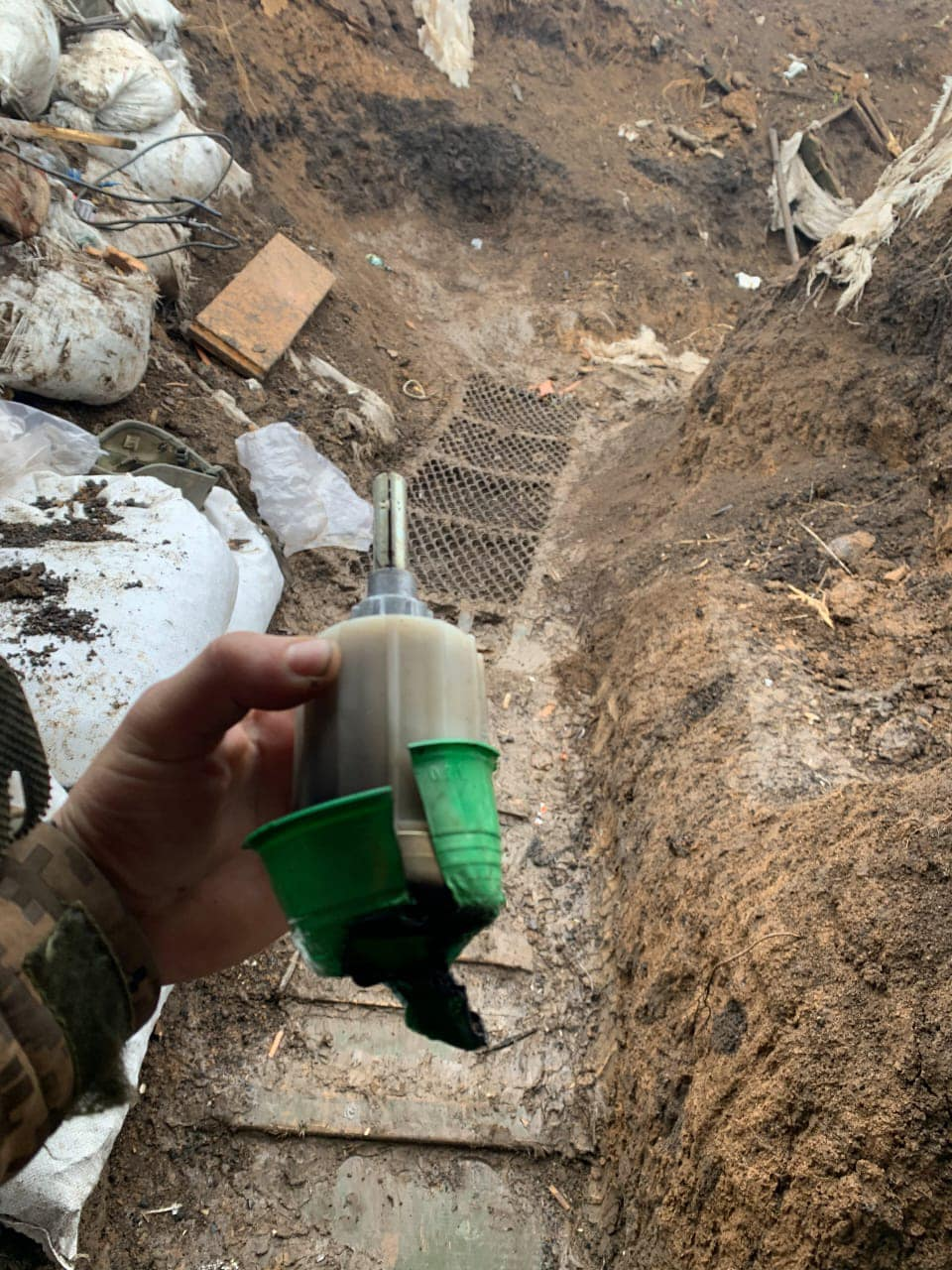
Російська граната К-51, вилучена в Донецькій області, листопад 2022
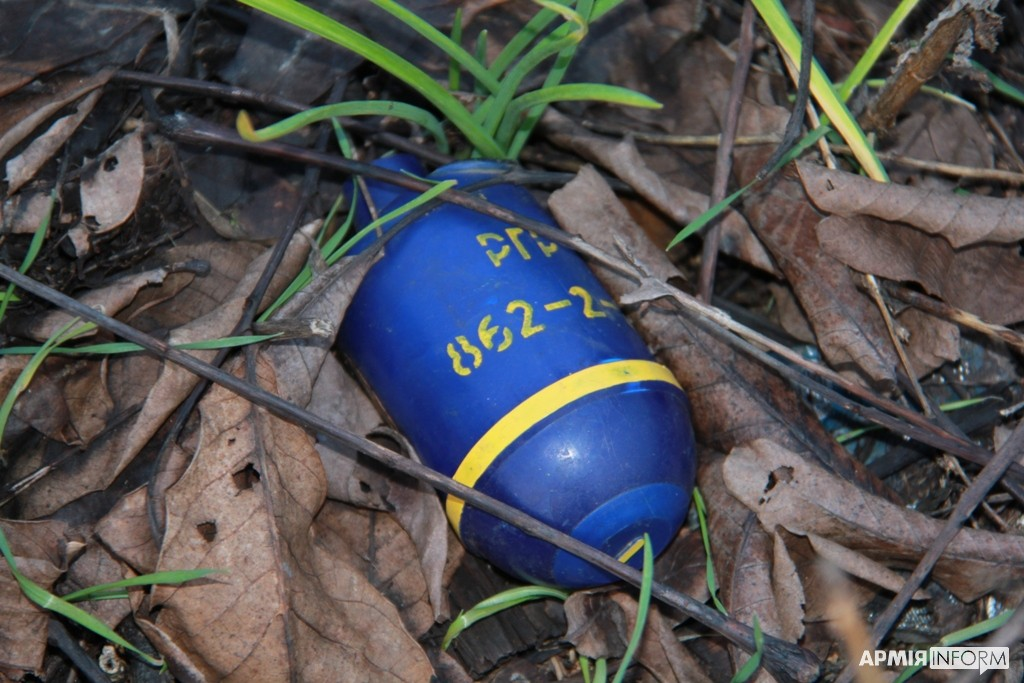
Знайдена в серпні 2022 року під Сулигівкою (Харківська область) ручна аерозольна граната РГР «Рулет-ВВ»
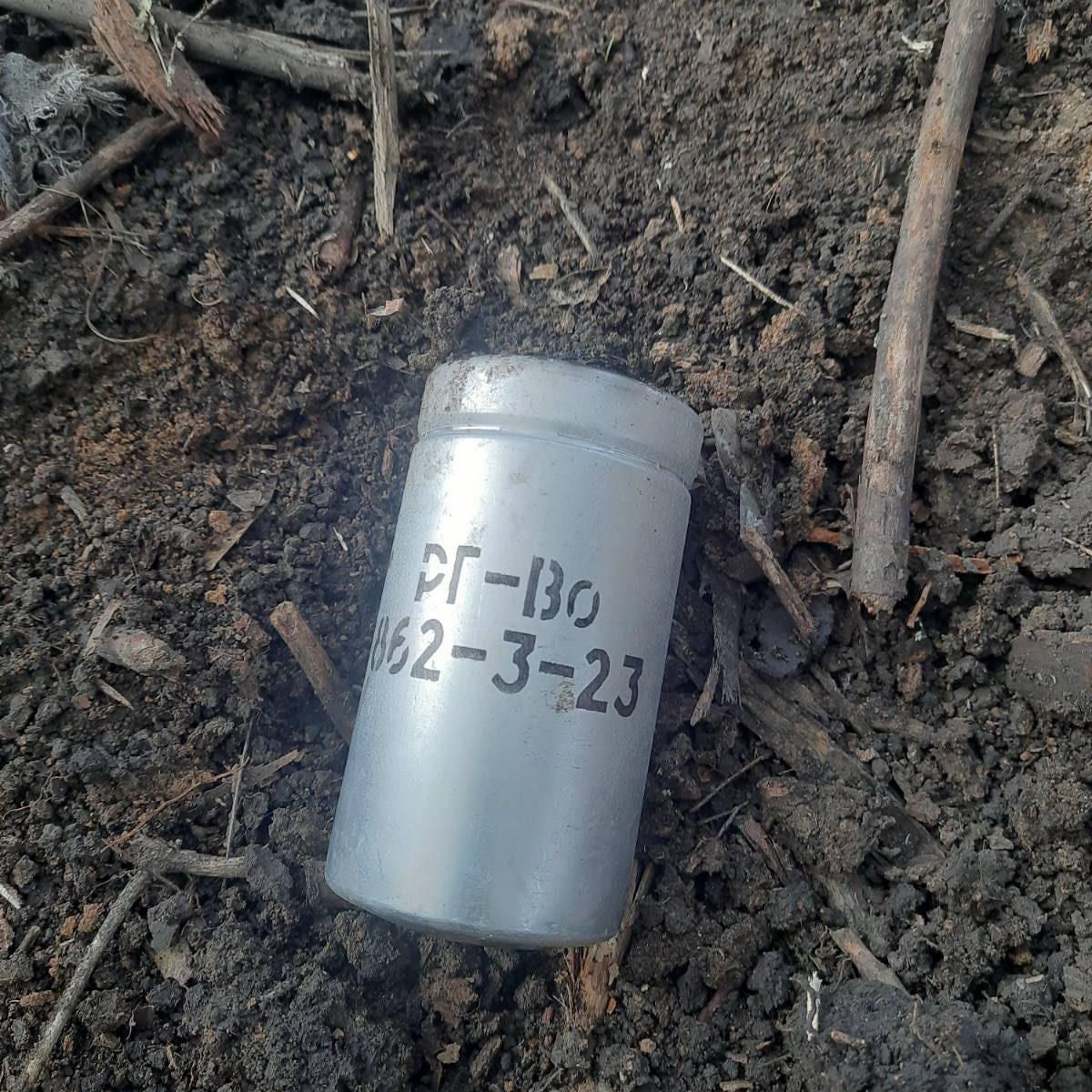
Виявлена 14 грудня 2023 року нова російська аерозольна граната РГ-Во